# Dalou
Dalou (Okzitanisch: Dalon) ist eine französische Gemeinde mit 784 Einwohnern (Stand: 1. Januar 2022) im Département Ariège in der Region Okzitanien; sie gehört zum Arrondissement Foix und ist Mitglied im Gemeindeverband L’Agglo Foix-Varilhes. Die Einwohner werden Dalousiens und Dalousiennes genannt.

## Geografie

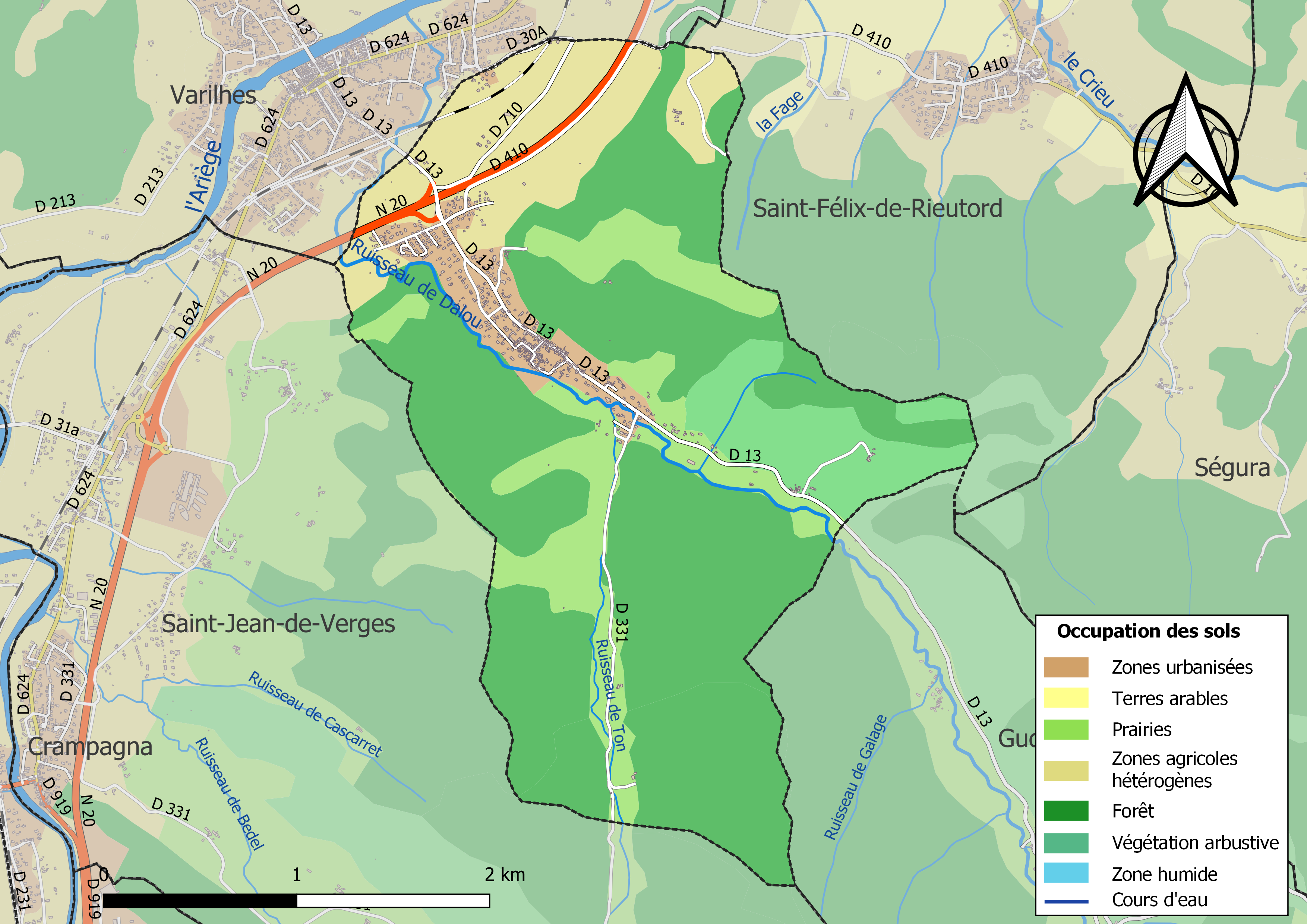
Bodennutzung und Infrastruktur der Gemeinde

Die Gemeinde ist historisch und kulturell Teil des Pays de Foix und liegt etwa 12 Kilometer nordnordwestlich von Foix und rund 66 Kilometer südöstlich der Stadt Toulouse nördlich des Plantaurel-Massivs. Dalou befindet sich im Einzugsgebiet der Garonne und wird vom Risseau de Dalou, vom Risseau de Ton und einem anderen kleineren Bach entwässert. Das Gemeindegebiet ist Teil von zwei ZNIEFF-Naturgebieten. Über die Hälfte der Fläche der Gemeinde ist bewaldet, knapp 30 % werden landwirtschaftlich genutzt.
Umgeben wird Dalou von den Nachbargemeinden Varilhes im Nordwesten und Norden, Saint-Félix-de-Rieutord und Osten, Gudas im Südosten sowie Saint-Jean-de-Verges im Südwesten und Westen.

## Geschichte
In einem Schreiben von Roger de Carcassonne aus dem Jahr 970 wird die Gemeinde erstmals erwähnt. Im Verlauf des 15. Jahrhunderts wurde das Schloss erbaut. Dalou und sein Schloss werden im Jahr 1621 von den Hugenotten geplündert. Im Mittelalter lag der Ort innerhalb der Grafschaft Foix, die von 1607 bis zur Französischen Revolution eine Krondomäne des Königs von Frankreich war. Die Gemeinde gehörte von 1793 bis 1801 zum District Mirepoix-Pamiers. Zudem lag Dalou von 1793 bis 2015 innerhalb des Kantons Varilhes. Die Gemeinde war von 1801 bis 1926 und von 1942 bis 2016 erneut dem Arrondissement Pamiers zugeteilt. Zwischen 1926 und 1942 und seit 2017 gehört sie zum Arrondissement Foix.

## Bevölkerungsentwicklung
| Jahr                       | 1962 | 1968 | 1975 | 1982 | 1990 | 1999 | 2006 | 2019 |
| Einwohner                  | 323  | 369  | 393  | 375  | 442  | 637  | 766  | 770  |
| Quellen: Cassini und INSEE |      |      |      |      |      |      |      |      |

## Sehenswürdigkeiten
- Kirche Saint-André aus dem 16. und 17. Jahrhundert
- Kapelle Notre-Dame du Rosaire aus dem 18. Jahrhundert
- Wegkreuze Croix de Lotin und Croix du Pech, Gipfelkreuz auf dem Pech
- Denkmal für die Gefallenen[1]